# Tosioma querci
Tosioma querci är en insektsart som beskrevs av Pieter D. Theron 1989. Tosioma querci ingår i släktet Tosioma och familjen dvärgstritar.
Artens utbredningsområde är Nepal. Inga underarter finns listade i Catalogue of Life.